# Belvidere (New Jersey)
Belvidere város az USA New Jersey államában. Lakosainak száma 2520 fő (2020. április 1.).

## Népesség
A település népességének változása:

| 2010 | 2 681 |
| 2020 | 2 520 |